# One-day International
Cet article concerne le format joué par des équipes nationales masculines de cricket. Pour la version féminine, voir One-day International féminin.
Le One-day International, ou ODI, est une classification de matchs de cricket joués entre deux équipes nationales masculines. Un match au format ODI se déroule généralement sur un seul jour. Chacune des deux équipes dispose d'une seule manche pour marquer, et chaque manche est constituée d'un nombre limité de séries de six lancers, généralement cinquante. Cette variante est notamment utilisée pour la Coupe du monde de cricket et le Trophée des champions. Sauf exceptions, ne sont officiellement désignés comme ODI par l'International Cricket Council (ICC) que les matchs qui voient s'opposer deux équipes qui ont le « statut » pour pouvoir en jouer. Ce statut est accordé par l'ICC. Les dix équipes nationales des membres de plein droit de l'ICC ont ce statut de manière permanente. Pour les autres, c'est généralement la qualification pour la Coupe du monde qui y donne accès. Le premier ODI a été joué le 5 janvier 1971 entre l'Australie et l'Angleterre au Melbourne Cricket Ground.

## Règles particulières
- Chacune des deux équipes a un nombre limité de lancers. Actuellement, une manche consiste en 50 overs de 6 balles chacun, soit 300 lancers en tout par équipe. Par le passé, certains matchs se sont joués avec des manches de 60 overs.
- Chaque bowler ne peut lancer au maximum que dix overs.

## Équipes nationales
L'International Cricket Council accorde temporairement ou définitivement le statut d'ODI aux rencontres disputées, sous certaines conditions, par certaines nations. Les dix membres de plein droit de l'ICC disputent ainsi des matchs reconnus comme ODI, et ont ce droit de manière permanente :
- Australie (1er match le 5 janvier 1971)
- Angleterre (5 janvier 1971)
- Nouvelle-Zélande (11 février 1973)
- Pakistan (11 février 1973)
- Indes occidentales (5 septembre 1973)
- Inde (13 juillet 1974)
- Sri Lanka (7 juin 1975, avant d'être membre de plein droit de l'ICC)
- Zimbabwe (9 juin 1983, avant d'être membre de plein droit de l'ICC)
- Bangladesh (30 mars 1986, avant d'être membre de plein droit de l'ICC)
- Afrique du Sud (10 novembre 1991, auparavant exclue du cricket mondial)

Le Kenya, non-membre de plein droit de l'ICC, obtient en 1996 le statut d'ODI. Les six meilleures équipes du Trophée de l'ICC 2005 puis du tournoi de qualification pour la Coupe du monde de cricket 2011 obtiennent ce droit de manière temporaire, pour une période de quatre ans. Ont ainsi déjà obtenu ce statut :
- Kenya (1er match le 18 février 1996, lors de la Coupe du monde 1996, statut temporaire de 1996 à 2009, renouvelé de 2009 à 2013).
- Bermudes (statut temporaire de 2006 à 2009)
- Canada (statut temporaire de 2006 à 2009 et de 2009 à 2013)
- Irlande (2006-2009, 2009-2013)
- Pays-Bas (2006-2009, 2009-2013)
- Écosse (2006-2009, 2009-2013)
- Afghanistan (2009-2013)

L'ensemble des matchs de certaines compétitions, comme la Coupe du monde, ont le statut d'ODI. D'autres équipes que celles précédemment citées ont ainsi déjà disputé des ODI, mais pas en dehors de ces compétitions :
- Afrique de l'Est (1975, en Coupe du monde)
- Émirats arabes unis
- Namibie (2003, en Coupe du monde)
- Hong Kong (en Coupe d'Asie)
- États-Unis (2004, dans le Trophée des champions)

Des matchs d'équipes non-nationales comptent ou ont compté comme des ODI :
- Reste du monde (2004-2005)
- Afrique
- Asie.